# Victor Savinîh
Victor Petrovici Savinîh (în rusă Виктор Петрович Савиных) (n. 7 martie 1940, Q15378535⁠(d), Orichevsky District⁠(d), RSFS Rusă, URSS) este un cosmonaut sovietic de origine rusă.
El a făcut parte din echipajul Saliut-6.
1. ↑  Czech National Authority Database, accesat în 1 martie 2022